# Кондурча
Кондурча (на руски: Кондурча; на татарски: Кондырча) е река в Самарска област (279 km) и Република Татарстан (25 km) на Русия, десен приток на Сок (ляв приток на Волга). Дължина 294 km. Площ на водосборния басейн 3950 km².
Река Кондурча води началото си от възвишението Сокски Яри (северозападната част на Бугулминско-Белебеевското възвишение), на 266 m н.в., на 3 km североизточно от село Кузмановка, в северната част на Самарска област. До село Славкино тече на югозапад, след това до град Нурлат – на северозапад, после отново на югозапад и накрая на юг. В района на град Нурлат 25 km от течението ѝ преминава през най-южната част на Република Татарстан. По цялото си протежени тече през хълмиста равнина в широка и плитка долина, в която силно меандрира. Влива се отдясно в река Сок (ляв приток на Волга), при нейния 33 km, на 32 m н.в., при село Красни Яр, в централната част на Самарска област. Основен приток река Липовка (70 km, ляв). Има смесено подхранване с преобладаване на снежното, с ясно изразено пролетно пълноводие в края на март и началото на април. Среден годишен отток на 40 km от устието 9,44 m³/s. Замръзва през ноември, а се размразява през април. По течението ѝ са разположени множество населени места, в т.ч. град Нурлат в Република Татарстан и районните центрове селата Кошки и Елховка в Самарска област.